# روبرت هايمان
روبرت هايمان هو شاعر كندي، ولد في 14 أغسطس 1575، وتوفي في 1629.